# P'yŏngwŏn-gun
P'yŏngwŏn-gun (koreanska: 평원군) är en kommun i Nordkorea.   Den ligger i provinsen Södra P'yŏngan, i den sydvästra delen av landet, 30 km nordväst om huvudstaden Pyongyang.